# International Gravity Sports Association

IGSA-Logo

Die International Gravity Sports Association (IGSA) ist der Dachverband für eine Reihe an emissionsfreien, gravitationsabhängigen Rennsportarten und Träger der IGSA World Series sowie des IGSA Worldcups.
Die Rennen finden über den Globus verteilt statt. Punkte werden je nach Veranstaltungsklasse und Platzierung des Rennfahrers vergeben, wobei nur die jeweils besten 4 Platzierungen einer Saison für die Ranglistenplatzierung des Fahres gezählt werden. Einmal im Jahr wird der Worldcup ausgetragen.

## Disziplinen
- Downhill Skateboard
- Street luge
- Classic luge
- Inline-Downhill
- Dirtsurfer (Inline Board)
- Gravity Bike & Fairing Gravity Bike

## Veranstaltungsklassen
- WC = World Cup Event
- CO = Continental Event
- NA = National Event
- RG = Regional Event

## Geschichte
Die International Gravity Sports Association wurde 1996 gegründet, als eine Gruppe von Street Luge und Downhill-Skateboard-Freaks, die Notwendigkeit erkannt, dass einen faire und unvoreingenommenen Führung für den Sport notwendig ist. Ziele ist es den fairen Wettbewerb zu fördern und angemessene Vorschriften zu erlassen, welche die Gefahren des Sports verringern.
Die erste IGSA Veranstaltung fand im Mai 1997 in San Bernardino, Kalifornien, statt.  Der San Bernardino-Grand-Prix diente damals als offenes Qualifikationsturnier für die 97 "X-Games". 
In den ersten Jahren, beschränkte sich die IGSA auf Street Luge. Im Jahr 2000 wurden die Klassen Downhill Skateboarding, Classic Luge, Inline Skating, und Gravity Bike hinzugefügt. Das brachte mehr Wettbewerber zu jedem Rennen und erleichterte die Finanzierung von Veranstaltungen.

## IGSA World Champions
| Jahr | Downhill Skateboard |
| ---- | ------------------- |
| 2010 | Kevin Reimer        |
| 2009 | Kevin Reimer        |
| 2008 | Scott Smith         |
| 2007 | Martin Siegrist     |
| 2006 | Martin Siegrist     |
| 2005 | Cedric Burel        |
| 2004 | Martin Siegrist     |
| 2003 | Clement Carne       |
| 2002 | Yvonne LaBarthe     |

| Jahr | Downhill Skateboard Damen |
| ---- | ------------------------- |
| 2008 | Brianne Davies            |
| 2007 | Jolanda Vogler            |
| 2006 | Jolanda Vogler            |
| 2005 | Angelina Nobre            |
| 2004 | Angelina Nobre            |
| 2003 | Anne Semay                |

| Jahr | Street Luge     |
| ---- | --------------- |
| 2008 | Matthias Lang   |
| 2007 | Gautier DeKyndt |
| 2006 | Loic Zaccaro    |
| 2005 | David Dean      |
| 2004 | Leander Lacey   |
| 2003 | Brent DeKeyser  |
| 2002 | Olivier Wagner  |

| Jahr | Classic Luge      |
| ---- | ----------------- |
| 2008 | Michael Serek     |
| 2007 | Jonathan Blottier |
| 2006 | Loic Zaccaro      |
| 2005 | David Dean        |
| 2004 | Gregory Martin    |
| 2003 | Michael Serek     |
| 2002 | Leander Lacey     |

| Jahr | Dirtsurfer  |
| ---- | ----------- |
| 2007 | Ueli Gut    |
| 2006 | Ueli Gut    |
| 2005 | Nihat Uysal |

| Jahr | Downhill Inline |
| ---- | --------------- |
| 2008 | Scott Peer      |
| 2007 | Scott Peer      |
| 2006 | Yvon Labarthe   |
| 2003 | Benoit Gamba    |
| 2002 | Werner Ladurner |

| Jahr | Gravity Bike   |
| ---- | -------------- |
| 2008 | Brett Phillips |
| 2007 | Cedric Burel   |
| 2006 | Cedric Burel   |
| 2005 | Cedric Burel   |
| 2004 | Cedric Burel   |
| 2003 | Cedric Burel   |
| 2002 | Donovon LeKock |

## IGSA World Cup Series Champions
| Jahr | Downhill Skateboard |
| ---- | ------------------- |
| 2010 | Kevin Reimer        |
| 2009 | Mischo Erban        |
| 2008 | Scott Smith         |
| 2007 | Erik Lundberg       |
| 2006 | Fredrik Lindström   |
| 2005 | Thomas Edstrand     |
| 2004 | Sebastian Haller    |
| 2003 | Stuart Bradburn     |
| 2002 | Werner Bucherl      |
| 2001 | Chris Chaput        |

| Jahr | Street Luge          |
| ---- | -------------------- |
| 2008 | Leander Lacey        |
| 2007 | Sebastian Tournissac |
| 2006 | Beni Weber           |
| 2005 | David Dean           |
| 2004 | Rian James           |
| 2003 | Richard Knaggs       |
| 2002 | Pete Eliot           |
| 2001 | Dave Rogers          |

| Jahr | Classic Luge  |
| ---- | ------------- |
| 2008 | Michael Serek |
| 2007 | Michael Serek |
| 2006 | Beni Weber    |
| 2005 | David Dean    |
| 2004 | Rian James    |
| 2003 | Jeremy Gilder |
| 2002 | Jeremy Gilder |
| 2001 | Dave Rogers   |

| Jahr | Dirtsurfer      |
| ---- | --------------- |
| 2008 | Jody Jaggard    |
| 2007 | Andreas Pfister |
| 2006 | Nihat Uysal     |
| 2005 | Nihat Uysal     |

| Jahr | Downhill Skateboard Damen |
| ---- | ------------------------- |
| 2008 | Brianne Davies            |
| 2007 | Sarah Hodel               |
| 2006 | Bettina Luginbühl         |
| 2005 | Bettina Luginbühl         |

| Jahr | Downhill Inline |
| ---- | --------------- |
| 2008 | Scott Peer      |
| 2007 | Scott Peer      |
| 2006 | Warren Focke    |
| 2005 | Scott Peer      |
| 2004 | David Lambert   |
| 2003 | Donald Orlando  |
| 2002 | Scott Peer      |
| 2001 | Werner Ladurner |

| Jahr | Gravity Bike     |
| ---- | ---------------- |
| 2008 | Brett Phillips   |
| 2007 | Andreas Johnson  |
| 2006 | Dave Kessler     |
| 2005 | Dave Kessler     |
| 2004 | Dave Kessler     |
| 2003 | Dave Kessler     |
| 2002 | Jason Johnson    |
| 2001 | Frank Waterhouse |